# 伊韦特河畔日夫
伊韦特河畔日夫（法語：Gif-sur-Yvette，法語發音：[ʒif syʁ ivɛt] ⓘ）是法国法兰西岛大区埃松省的一个市镇，位于该省西北部，属于帕莱索区。法国工程师学校中央理工-高等电力学院位于其境内。

## 地理
伊韦特河畔日夫（48°42'5"N, 2°8'1"E）面积11.6 平方千米，位于法国法蘭西島大區埃松省，该省份为法国北部内陆省份，北起上塞纳省和马恩河谷省，西接厄尔-卢瓦省和伊夫林省，南至卢瓦雷省，东临塞纳-马恩省。
与伊韦特河畔日夫接壤的市镇（或旧市镇、城区）包括：圣欧班、戈梅斯城、伊韦特河畔比尔、圣雷米莱舍夫勒斯、戈梅斯勒沙泰勒、奧賽、萨克莱、维利耶勒巴克勒。
伊韦特河畔日夫的时区为UTC+01:00、UTC+02:00（夏令时）。

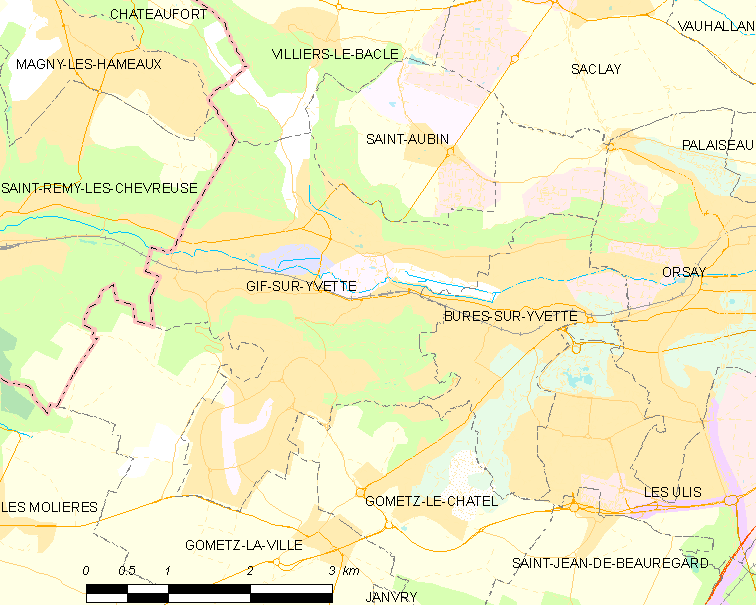
伊韦特河畔日夫的OSM定位图

## 行政
伊韦特河畔日夫的邮政编码为91190，INSEE市镇编码为91272。

## 政治
伊韦特河畔日夫所属的省级选区为伊韦特河畔日夫县。

## 交通
伊韦特河畔日夫站是法兰西岛大区快铁B线的一个车站。

## 人口

1962-2008年间伊韦特河畔日夫人口变化图示

伊韦特河畔日夫于2022年1月1日时的人口数量为22578人。